# Up Out My Face
"Up Out My Face" é uma canção gravada pela cantora estadunidense Mariah Carey para seu décimo segundo álbum de estúdio Memoirs of an Imperfect Angel (2009). A canção foi escrita por Carey em conjunto com Christopher "Tricky" Stewart e The-Dream. 
A música foi remixada com a participação da rapper Nicki Minaj e lançada junto com "Angels Cry" para o álbum Angels Advocate.

## Música
A canção original com apenas Mariah Carey está presente no álbum Memoirs of an Imperfect Angel. A versão remixada tem 4:23 devido aos versos adicionais feitos por Nicki Minaj. Entretanto, a vesão do vídeo também adicionou a versão "Up Out My Face (the Reprise)" ainda do álbum Memoirs ao final da música, o que fez com que sua duração fosse estendida para 5:28.
Minaj falou para a MTV sobre como ficou surpresa de ser convidada para trabalhar com Carey e admitiu que também não esperava aparecer no vídeo antes mesmo de lançar seu álbum de estréia.
1. Up Out My Face (Ralphi Rosario Club Remix)Featuring – Nicki Minaj 8:06
2. Up Out My Face (Ralphi Rosario Dub Remix)Featuring – Nicki Minaj 7:49
3. Up Out My Face (Ralphi Rosario Radio Remix)Featuring – Nicki Minaj 3:56

## Videoclipe
O videoclipe foi filmado em Dezembro de 2009 junto com o vídeo de "Angels Cry (Remix)" featuring Ne-Yo.  Estes foram co-dirigidos por Carey e Nick Cannon, e foram lançados no Vevo no dia 27 de Janeiro de 2010. Cannon aparece no vídeo fazendo uma referência ao seu filme de 2002, Drumline.
No vídeo podemos vez Mariah e Minaj em caixas de boneca, além de interpretatem também enfermeiras. Foi dito que este faz referência às bonecas americanas, no estilo Barbie.

## Posições
Com a entrada na lista Billboard Hot R&B/Hip Hop Songs,
Carey estendeu o seu legado como a cantora feminina com mais estreias consecutivas nesse chart anualmente. "Up Out My Face" é a sua 21.ª estreia anual nesse chart e a 42.ª no total.
| Parada (2010)                                  | Melhor posição |
| ---------------------------------------------- | -------------- |
| Estados Unidos Billboard Hot R&B/Hip-Hop Songs | 39             |
| Estados Unidos Billboard Hot 100               | 100            |
| Coreia do Sul - Gaon Music Charts              | 152            |

### Vendas e certificações
| País                      | Vendas | Formato  | Certificação |
| ------------------------- | ------ | -------- | ------------ |
| Estados Unidos da América | 84,564 | Download |              |